# La Basoche
La Basoche est un opéra-comique en trois actes, mis en musique par André Messager sur un livret français d'Albert Carré. L'intrigue met en scène le « Roi » de la guilde des étudiants en droits, La Basoche, qui a été instituée par le roi Philippe IV.
L'opéra-comique a été créé à l'Opéra-Comique à Paris en 1890 et a été monté à Bruxelles en 1890, à Genève en 1891, à Londres en 1891-1892 et à New York en 1893. Depuis lors, il a été joué en France et ailleurs.

## Historique
L'opérette de Messager Le mari de la Reine présentée en 1889 aux Bouffes-Parisiens avait été un échec, et le compositeur et sa femme avaient du mal à faire face à leurs dépenses jusqu'à ce que le compositeur renoue avec le succès avec La Basoche. Le titre de l'opérette fait référence à la vieille guilde des juristes parisiens qui a été abolie lors la révolution française.
La Basoche a d'abord été créée à l'Opéra-Comique à Paris, le 30 mai 1890 et a été représentée 51 fois. Les décors étaient d'Amable et Marcel Jambon. Il y a eu 208 représentations dans cette salle à la fin de 1950, dont 145 entre 1900 et 1950. Messager l'a dirigée en personne en 1900, 1902 et 1919 à l'Opéra-Comique. Les productions ultérieures ont été dirigées par Gustave Cloëz et Albert Wolff. En 1908, l'œuvre est entrée dans le répertoire du Théâtre de la Gaîté à Paris, la distribution comprenant André Baugé, Edmée Favart et Lucien Fugère. Elle a été reprise en 1927. Elle a été présentée au Théâtre de la Porte-Saint-Martin en 1934 dans une mise en scène de Maurice Lehmann avec André Baugé et Yvonne Brothier.
La Basoche a été créée avec le livret en français à Bruxelles le 4 décembre 1890 et à Genève le 25 février 1891.
Elle a été montée, du 3 novembre 1891 jusqu'au 16 janvier 1892, à Londres au Royal English Opera House (aujourd'hui Palace Theatre) par le producteur Richard D'Oyly Carte dans une traduction en anglais d'Augustus Harris (pour les dialogues) et Eugène Oudin (en) (pour les paroles). Carré et Messager étaient présents à la soirée d'ouverture. Le chef d'orchestre était François Cellier (en) et la mise en scène était de Hugh Moss. La distribution comprenait David Bispham (en) (en alternance avec Wallace Brownlow (en)) dans le rôle du duc, Ben Davies (en) (et Joseph O'Mara (en)) dans le rôle de Clément Marot, Charles Kenningham (en) dans le rôle de L'Éveillé, Frederick Bovill (en) dans le rôle du Chancelier et John Le Hay (en) dans le rôle de Guillot. La pièce a reçu les éloges la critique. La confiance de Carte envers le compositeur l'a conduit à produire Mirette (en) de Messager en 1894.
Une version américaine, dans une nouvelle traduction de Madeleine Lucette Ryley (en), avec son mari JH Ryley (en) chantant le rôle du duc, a été produite par la James C. Duff Opera Company à l'Auditorium Theatre (en) de Chicago le 2 janvier 1893 et le 27 février 1893 au Casino Theatre de New York, où elle a été représentée pendant deux semaines. Gustave Kerker dirigeait.
Plus récemment, l'opéra-comique a été mis en scène à Monte-Carlo en 1954, avec dans la distribution Denise Duval et Pierre Mollet et la direction étant confiée à Albert Wolff, et au Casino d'Enghien-les-Bains en 1958 avec le baryton Willy Clément (en) et à la direction Jésus Etcheverry.

## Rôles
| Rôle                                 | Voix    | Distribution lors de la création le 30 mai 1890 (Chef d'orchestre: Jules Danbé) | Distribution en 1891 à Londres (Chef d'orchestre: François Cellier (en)) |
| ------------------------------------ | ------- | ------------------------------------------------------------------------------- | ------------------------------------------------------------------------ |
| Roland, un étudiant en droit         | basse   | César Bernaert                                                                  | Mr. Carrington                                                           |
| Clément Marot, un poète              | baryton | Gabriel Soulacroix                                                              | Ben Davies (en) et Joseph O'Mara (en)                                    |
| Colette, son épouse                  | soprano | Marie Molé-Truffier                                                             | Lucile Hill                                                              |
| Marie d’Angleterre                   | soprano | Lise Landouzy                                                                   | Esther Palliser                                                          |
| Le Duc de Longueville                | baryton | Lucien Fugère                                                                   | David Bispham (en) et Wallace Brownlow (en)                              |
| L'éveillé, ami de Clément            | ténor   | Ernest Carbonne                                                                 | Charles Kenningham (en)                                                  |
| Louis XII, roi de France             | ténor   | Louis Alfred Maris                                                              | W. H. Burgon                                                             |
| Guillot                              | ténor   | Barnolt                                                                         | John Le Hay (en)                                                         |
| Le chancelier                        | ténor   | Eugène Thierry                                                                  | Frederick Bovill (en)                                                    |
| L'écuyer du roi                      | baryton | Étienne Troy                                                                    | Wilson Sheffield                                                         |
| Le grand prévôt, le veilleur de nuit | baryton | Lonati                                                                          | Uridge                                                                   |
| Chœur: habitants, femmes, clercs.    |         |                                                                                 |                                                                          |

## Synopsis
L'action se déroule à Paris en 1514. En 1303, le roi Philippe IV a accordé le privilège aux étudiants de Paris de constituer une guilde surnommée La Basoche. La guilde a existé pendant près de cinq cents ans. Le chef de La Basoche, élu chaque année, avait le droit de prendre le titre de « Roi de la Basoche » et portait la couronne royale et le manteau. La cour de ce « roi » était formée de « Princes de la Basoche ». Roi et princes devaient être célibataires. Dans l'opéra, l'étudiant Clément Marot est élu roi de la Basoche et sera confondu avec Louis XII, roi de France, le jour où celui-ci attend la princesse Marie d'Angleterre (1496–1533), sœur du roi Henri VIII, qui arrive à Paris au titre de jeune épouse de Louis XII.

### Acte 1

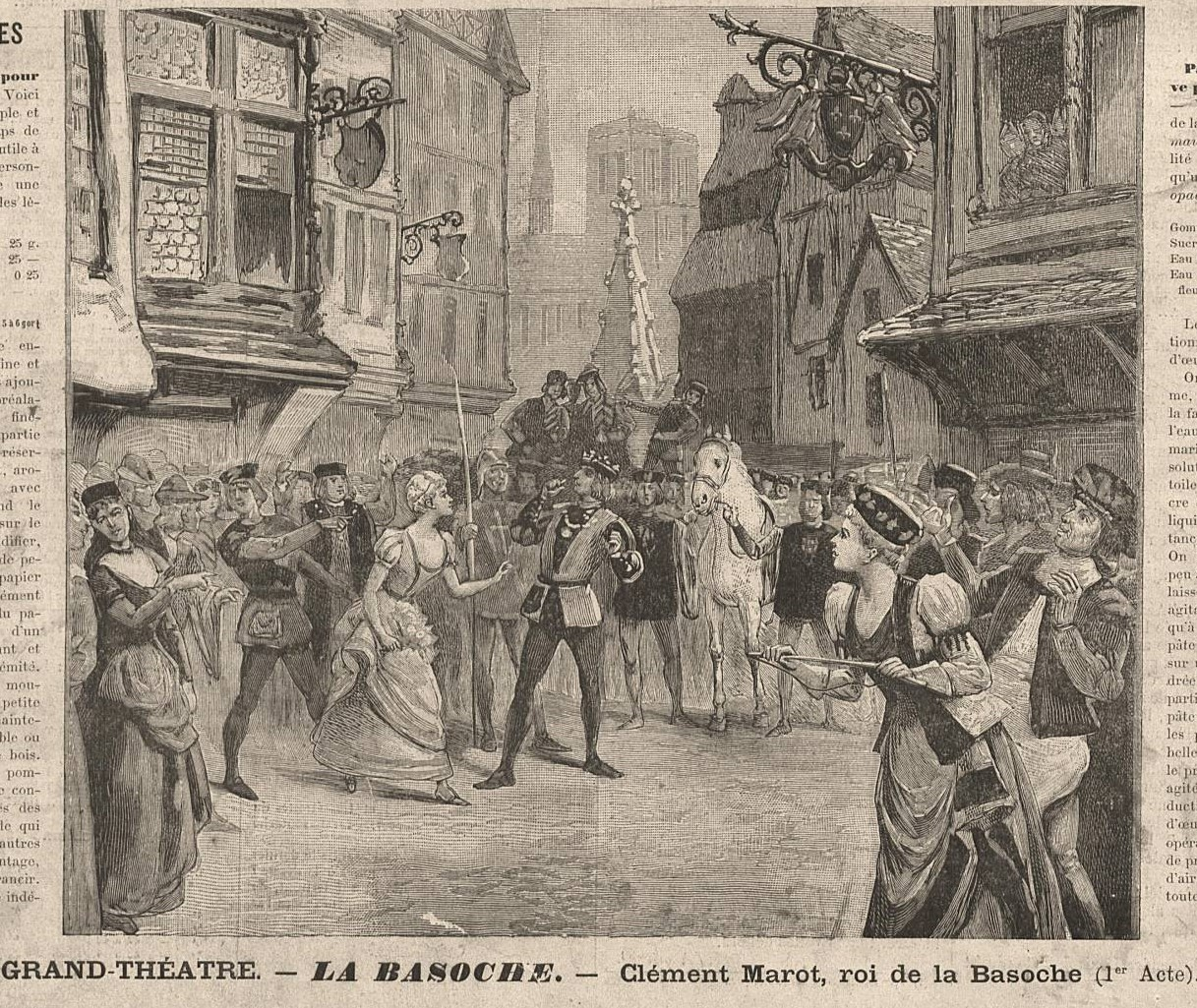
Illustration de La Basoche par Le Progrès Illustré de Lyon du 28 décembre 1890

Une place près du Châtelet, à droite la Taverne du Plat d'Étain. Le jour de l'élection du roi de la Basoche.
Le poète Clément Marot se présente contre le pédant Roland (dans un air "Oui, de rimes je fais moisson"). Comme le roi de la Basoche doit être célibataire, il cache l'existence de sa femme, Colette, qu'il a laissée à Chevreuse. Quand elle arrive à Paris, les amis de Clément lui demandent de faire semblant de ne pas le connaître. Elle devient servante chez Me Guillot l'aubergiste du Plat d'Étain. Le vieux duc de Longueville arrive d'Angleterre où il a épousé par procuration pour Louis XII, la princesse Marie d'Angleterre, la sœur d'Henri VIII. Marie arrive incognito accompagnant le duc de Longueville. Quand la procession du « roi de la Basoche » arrive, Colette prend Marot pour le vrai roi, tandis que Marie pense que l'homme est son futur mari.

### Acte 2
Le soir, dans une grande salle de la taverne du Plat d'Étain.
Alors que les clercs font la fête, sa femme, Colette tout en travaillant comme servante, rêve à sa future vie de reine. Dans un duo, Marie et Colette déclarent leur amour pour le « roi ». Le duc revient du palais royal où il a annoncé l'arrivée de Marie. Celle-ci l'envoie demander au « roi » de venir dîner avec elle. Marot réaffirme son amour pour Colette. Colette commence à leur servir le dîner.
Pendant la fête, Roland révèle le mariage de Marot, mais Marie dit qu'elle est l'épouse du roi. Après le départ de tout le monde, l'entourage du roi arrive chercher la future reine. Colette les reçoit et les suit à l'Hôtel des Tournelles.

### Acte 3
L'Hôtel de Tournelles
Louis XII salue Colette, qui ne peut croire que ce vieillard soit son mari. Croyant qu'il a été trompé, le roi décide d'envoyer Longueville et Colette en Angleterre. Resté seul, le duc pense que la jeune femme l'aime. Le cortège de la Basoche traverse le palais, et les deux femmes se rendent compte qui était leur vrai « roi ». Colette se console en pensant qu'elle aura à nouveau Clément et Marie est déçue, trouvant le faux roi plus charmant que le vrai.
Le duc se rend soudain compte de ce qui s'est passé et veut arrêter Marot qui renonce à son titre. Convaincu qu'il sera pendu, Marot fait ses adieux, mais il est gracié par Louis XII et quitte Paris avec Colette, tandis que Louis épouse Marie.

## Grands airs
Acte 1
- Introduction

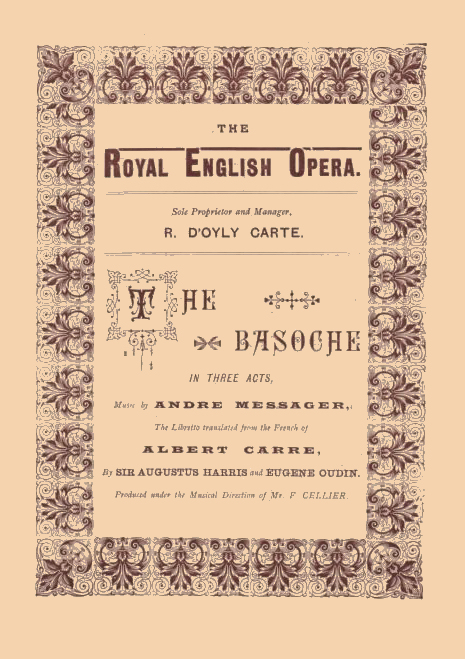
Couverture du programme de 1891 du Victorian theatre pour la production de Richard D'Oyly Carte de La Basoche.

- C’est aujourd’hui que la Basoche (Ensemble)
- Je suis aimé de la plus belle (Clément)[2]
- En attendant l’heure de la bataille (Guillot)
- Quand tu connaîtras Colette (Clément)
- Midi, c’est l’heure qui nous ramène (Chœur)
- Volage? Lui? Clément? (Colette)
- Bonjour ami (Colette, Clément, Roland, L’Éveillé, Chœur)
- Dans ce grand Paris (L’Éveillé)
- Nous reposer? C’est impossible Altesse (Longueville, Marie)
- Trop lourd est le poids du veuvage (Longueville)
- Finale I Vive le Roi! (Chœur, Clément, Marie, Guillot, Colette)

Acte 2
- A vous, belles maîtresses (Chœur)
- Voici le guet qui passe (Ensemble)
- Si, de la souveraineté (Marie, Colette)
- Ah! Colette, c’est toi? Clément, Colette
- À table! auprès de moi (Marie, Clément, Colette)
- Eh! que ne parliez-vous? (Longueville)
- Il faut agir adroitement (Ensemble)
- Nous accourons, au lever du soleil (Ensemble)

Acte 3
- Jour de liesse et de réjouissance? (Chœur, Louis, l’écuyer)
- En honneur de notre hyménée (Colette, Louis)
- Elle m’aime (Longueville)
- Romance et trio (Marie, Longueville, Colette)
- ton amour simple et sincère (Clément)
- Finale III "Arrêtez! s’il s’agit d’être pendu" (Ensemble)